# Nenzlingen
Nenzlingen est une commune suisse du canton de Bâle-Campagne, située dans le district de Laufon.

## Géographie
Le territoire de Nenzlingen s'étend sur 3,66 km2. Lors du relevé de 2013-2018, les surfaces d'habitations et d'infrastructures représentaient 7,4 % de sa superficie, les surfaces agricoles 41,3 %, les surfaces boisées 50,5 % et les surfaces improductives 1,1 %.

## Population et société

### Surnoms
Les habitants de la commune sont surnommés d'Stiere, soit les taureaux en dialecte bas alémanique, et die Ungebildeten, soit les grossiers, les rustres en allemand.

## Histoire

Vue aérienne (1950)

Située sur les collines du Blauen au-dessus de la Birse, la région de Nenzlingen est habitée depuis très longtemps. C'est en effet dans une grotte de la commune, nommée Birsmatten-Basisgrotte qu'a été découverte, en 1944, une sépulture datant de l'âge de la pierre et contenant le squelette féminin de la plus ancienne habitante du territoire helvétique.
La première mention écrite du nom de Nenzlingen date de 1298. En 1462, l'évêché de Bâle achète la région à l'empereur Frédéric III du Saint-Empire et la donne en bailliage à la famille Zwingen qui la conservera jusqu'en 1792 lorsque la France l'annexe tout d'abord à la République rauracienne puis, une année plus tard au département du Mont-Terrible.
À la chute de l'Empire, le Congrès de Vienne attribue l'ensemble de la région au canton de Berne. Finalement, la commune est rattachée au demi-canton de Bâle-Campagne le 1er janvier 1994 à la faveur des sous-plébiscites jurassiens.

## Monuments
Le village de Nenzlingen abrite une ancienne école publique ainsi qu'une ancienne église baroque dédiée à St.Oswald où officia de 1962 à 1976 le curé Paul Lachat. Un peu en dehors du village se trouve un point de vue célèbre appelé Eggfluh ainsi que le Glögglifels, un bloc de pierre erratique de plus de cinq mètres de haut.

## Sources
- (de) Cet article est partiellement ou en totalité issu de l’article de Wikipédia en allemand intitulé « Nenzlingen » (voir la liste des auteurs).